# グナエウス・パピリウス・カルボ (紀元前113年の執政官)
グナエウス・パピリウス・カルボ（ラテン語: Gnaeus Papirius Carbo、- 紀元前112年）は、紀元前2世紀後期の共和政ローマの政治家。紀元前113年に執政官（コンスル）を務めた。

## 出自
パピリウス氏族にはパトリキ（貴族）系もあり、古くから執政官を出してきたが、カルボはプレブス（平民）系パピリウス氏族の出身である。コグノーメン（家族名）のカルボが最初に確認できるのは、紀元前168年のプラエトル（法務官）ガイウス・パピリウス・カルボである。この法務官ガイウスが本記事のカルボの父または祖父の可能性があるが、53年という間隔は、親子とすれば長すぎ、祖父と孫とすれば短すぎると考える研究者もある。
何れにせよカルボの父には、ガイウス（紀元前120年の執政官）グナエウスおよびマルクスの3人の息子がいた。本記事のグナエウスはその真中である。

## 経歴
カルボの早期の経歴は不明だが、ウィッリウス法の規定から遅くとも紀元前116年にはプラエトル（法務官）に就任したはずである。この年にカルボはアシア属州の総督を務めているが、それには法務官あるいは前法務官である必要がある。デロス島にはセレウコス朝シリアのアンティオコス8世グリュポスがカルボへ捧げた碑文がある。
紀元前113年、カルボは執政官に就任する。同僚執政官は同じくプレブスのガイウス・カエキリウス・メテッルス・カプラリウスであった。この年、ローマとゲルマン人との最初の衝突が起こった。キンブリ族がローマの隣国で同盟関係にあるノリクムへ侵攻し、さらにイタリア本土との国境に迫ったのである。この差し迫った脅威に対し、カルボは軍を率いてアルプスの峠を占領し、キンブリ族の進路を塞いだ。さらにキンブリ族に向かって行き、ローマの同盟国の土地から離れるように要求した。キンブリ族は同意し、カルボはキンブリ族に道案内を提供するが、このとき最も長い経路を通るように指示していた。一方でカルボはローマ軍を率いて最短の道を通り、キンブリ族が休憩しているところを攻撃した。
奇襲をかけたにもかかわらず、ローマ軍は甚大な損害を被った。アッピアノスは濃霧と雷雨で戦闘が中断されなければ、カルボ率いる軍は壊滅したであろうとしている。その後キンブリ族はガリア方面へ移動したが、生き残ったローマ兵は森の中に隠れ、ようやく3日目に集合することができた。アッピアノスはこの戦闘が発生した場所を特定していないが、ストラボンはノレイア近くとしている（ノレイアの戦い）。
ローマに戻ったカルボは、若いノビレス（新貴族）であるマルクス・アントニウス（後のオラトル）から訴えられた。この裁判に関しては二つ資料が現存しているが、罪状に関しては不明である。おそらくはキンブリ族に対する敗北に対するものであったと思われる。結果、有罪が宣告された。判決の後、カルボは自決した。

## 子孫
カルボには二人の息子がいた。長男のグナエウス・パピリウス・カルボは、スッラとの内戦ではマリウス派の有力者の一人であり、執政官も三度務めている（紀元前85年、紀元前84年および紀元前82年）。次男のガイウスは、紀元前89年に護民官、紀元前81年には法務官を務めたとされる。

## 評価
キンブリ族との戦争に関して、最も詳細に記述しているのはアッピアノスである。アッピアノスはカルボが敗北したことだけではなく、騙し討ちで奇襲したことを非難している。一方で、現代の研究者はアッピアノスが偏った資料を使っていると考えている。

## 参考資料

### 古代の資料
- アッピアノス『ローマ史』
- アプレイウス『アポロギア』
- ストラボン『地理誌』
- マルクス・トゥッリウス・キケロ『アッティクス宛書簡集』

### 研究書
- Korolenkov A., Smykov E. Sulla. - M .: Molodaya gvardiya, 2007 .-- 430 p. - ISBN 978-5-235-02967-5 .
- Broughton R. Magistrates of the Roman Republic. - New York, 1951. - Vol. I. - P. 600.
- Münzer F. Papirii Carbones // Paulys Realencyclopädie der classischen Altertumswissenschaft . - 1949. - Bd. XVIII, 3. - Kol. 1014.
- Münzer F. Papirius 33 // Paulys Realencyclopädie der classischen Altertumswissenschaft . - 1949. - Bd. XVIII, 3. - Kol. 1016-1020.
- Münzer F. Papirius 37 // Paulys Realencyclopädie der classischen Altertumswissenschaft . - 1949. - Bd. XVIII, 3. - Kol. 1022-1024.